# Mexicano (álbum de Carlos Rivera)
Mexicano es el nombre del segundo mixtape del cantante mexicano Carlos Rivera. Fue lanzado al mercado por Sony Music el 7 de septiembre de 2010.

## Lista de canciones
| Mexicano |                                     |          |  |
| N.º      | Título                              | Duración |  |
| 1.       | «La Malagueña»                      | 4:47     |  |
| 2.       | «Por Siempre Lara / Popurrí»        | 5:29     |  |
| 3.       | «Amar y Vivir»                      | 3:08     |  |
| 4.       | «Viva Juan Gabriel / Popurrí»       | 7:56     |  |
| 5.       | «Sin un Amor»                       | 3:17     |  |
| 6.       | «Esta Tarde vi Llover»              | 2:59     |  |
| 7.       | «José Alfredo en el Alma / Popurrí» | 6:14     |  |
| 8.       | «Un Poco Más»                       | 3:41     |  |
| 9.       | «Cartas Marcadas»                   | 3:30     |  |
| 10.      | «Mexicano / Popurrí»                | 9:01     |  |